# Maria Harel
Maria Harel (ur. 28 kwietnia 1761 w Crouttes, Normandia, zm. 9 listopada 1844 w Vimoutiers, Orne) − domniemana twórczyni sera typu camembert, mieszkanka Normandii.
Maria Harel pochodziła z Normandii, w 1791 roku miała rzekomo wymyślić ser camembert. Jej autorstwo jest kwestionowane, gdyż identyczny produkt był wytwarzany przez benedyktynów z pobliskiego klasztoru w Brie.
Po uchwaleniu przez Zgromadzenie Narodowe Konstytucji cywilnej kleru, która nakładała obowiązek przysięgi państwu, zakonnicy odmówili jej i byli zmuszeni ukrywać się przed władzami. Jeden z nich mógł prawdopodobnie ukrywać się u Marii Harel i przekazać jej recepturę wytwarzania camemberta.